# Das (ö)
Das (arabiska: داس) är en ö i Förenade arabemiraten. Den hör till emiratet Abu Dhabi, och ligger cirka 160 km nordväst om huvudstaden Abu Dhabi. Ön har en omfattande petroleumindustri och hamnen tar emot omkring 40 tankfartyg per månad.
På ön finns även Das flygplats.